# ヨハネス・シュミット (生物学者)
ヨハネス・シュミット（Johannes Schmidt、1877年1月2日 - 1933年2月21日）はデンマークの海洋生物学者。コペンハーゲンのカールスベルグ研究所所員。

## 生涯
デンマーク首都地域のJægerspris生まれ。ヨーロッパ産ウナギの産卵場所の研究に一生をささげ、デーナ号で大西洋の広域な海洋調査を行い、ついに10mm未満のウナギの幼魚レプトセファルスが大西洋バミューダ島南東の海中で発見されたことから、サルガッソー海が産卵場所であることを突き止めた。後に1928から1930年にかけてデーナ号で世界周航の探検をして、綿密な海洋観測を多くの観測点で行うとともに、ウナギの幼魚について基本的な調査を遂行した。

## 受賞歴
- 1923年 - ウェルドン記念賞
- 1930年 - ダーウィン・メダル、アレキザンダー・アガシー・メダル